# Квадратна панова пита
Квадратната панова пита е правилна паракомпактна пита. На всеки има 8 квадратни пана. Връхната фигура е куб, ръбовата – равнобедрен триъгълник. Има безброй квадрати. Дуалната пита е четириредова осмостенна пита.

## Свързани пити
- квадратна панова пита
- четириредова квадратна панова пита

### Правилни паракопактни пити
- шестоъгълна панова пита
- шесторедова четиристенна пита
- четириредова шестоъгълна панова пита
- шесторедова кубична пита
- петоредова шестоъгълна панова пита
- шесторедова дванадесетостенна пита
- шесторедова шестоъгълна панова пита
- триъгълна панова пита
- квадратна панова пита
- четириредова осмостенна пита
- четириредова квадратна панова пита